# Barpeta (huyện)
Huyện Barpeta là một huyện thuộc bang Assam, Ấn Độ. Thủ phủ huyện Barpeta đóng ở Barpeta. Huyện Barpeta có diện tích 3245 ki lô mét vuông. Đến thời điểm năm 2001, huyện Barpeta có dân số 1642420 người.